# 'Utba ibn 'Abd al-'Uzza ibn 'Abd al-Muttalib
ʿUtba ibn ʿAbd al-ʿUzzā ibn ʿAbd al-Muṭṭalib (in arabo عتبة بن عبد ﺍﻟﻌﺰة بن عبد المطلب‎?; La Mecca, ... – ...; fl. VII secolo) è stato un mercante arabo della tribù dei Quraysh.
Figlio primogenito di Abu Lahab, zio paterno del profeta islamico Maometto, e di Umm Jamīl Arwā bt. Ḥarb b. Umayya, andò sposo a sua cugina, nonché seconda figlia di Maometto, Ruqayya, ma dovette ripudiarla su pressione paterna, vista la crescente ostilità che contrapponeva lo zio al nipote, a causa della predicazione a Mecca da parte di quest'ultimo del contenuto del Corano
Più tardi, dopo la morte del padre nel 624, finì con l'abbracciare l'Islam - assieme a tanti altri Meccani pagani ma non autolesionisti - nell'8 del Egira, corrispondente al 630, quando cioè era ormai evidente a chiunque che Maometto era l'incontrastato vincitore della sua guerra al politeismo arabo e meccano in particolare.